# 克里斯托夫·瓦特林
克里斯托夫·瓦特林（英語：Christoph Watrin, 1988年8 月7日—）是一位德国歌手、音乐家和合唱团指挥。

## 早期生活
克里斯托夫出生于科隆, 5岁起开始參加钢琴课程。11岁时，他作为独唱与科隆儿童合唱团Lucky Kids一起登上WDR电视台歌唱比赛的舞台并获得第一名。一年后，他与Anke Engelke一起在科隆爱乐乐团的2,000名听众面前演唱了積遜五人組的歌曲《Blame It on the Boogie》。作为独唱家和科隆青年合唱团 St. Stephan 的成员（在 Michael Kokott 的指导下，随后在 WDR 和 ARD 等电视节目中露面与 Black Fööss 和 Höhnern 合作。

## 音乐事业
16 岁时，克里斯托夫击败了 5,000 名男性申请者，获得了国际男孩乐队 US5 (他被称为“克里斯”)的一席之地，并让后街男孩 和 *超級男孩 的创始人 Lou Pearlman 相信了他的才华。他出现在 RTL II 和 VIVA 以及英语电视台播出的《Big in America》节目中。克里斯托夫与 US5 乐队在三年内在全球售出了超过 200 万张唱片，并在德国、奥地利和波兰获得了黄金唱片地位，并在德国获得了白金唱片地位。 [2]US5凭借九首单曲和两张专辑进入德国专辑和单曲排行榜前十名。凭借首张热门单曲《Maria》，他们连续五周位居德国排行榜榜首。Chris 作为作曲家和作者为 US5 创作了两首曲目。
克里斯托夫于 2008 年离开 US5，开始以“StadtkinT”的名义制作街头音乐。 他通过在柏林的第二次教育机会获得了毕业证书。他将自己在 US5 的经历和当前的人生阶段整理成带有自传文本的德语歌曲。德国二人组罗森斯托尔兹的经纪人认识了克里斯托夫·瓦特林，并促进了他作为独奏艺术家和音乐家的发展。他还得到了音乐制作人 Ron Dohanetz 的支持和启发。

## 音乐影响
克里斯托夫喜欢迈克尔·杰克逊作为他的偶像。

## 制作音乐
对于US5的歌曲, 请参阅: US5

### 独唱歌曲
- 2012: "Rot Grün Blau" (与 “StadtkinT”)